# ボスニア軌間

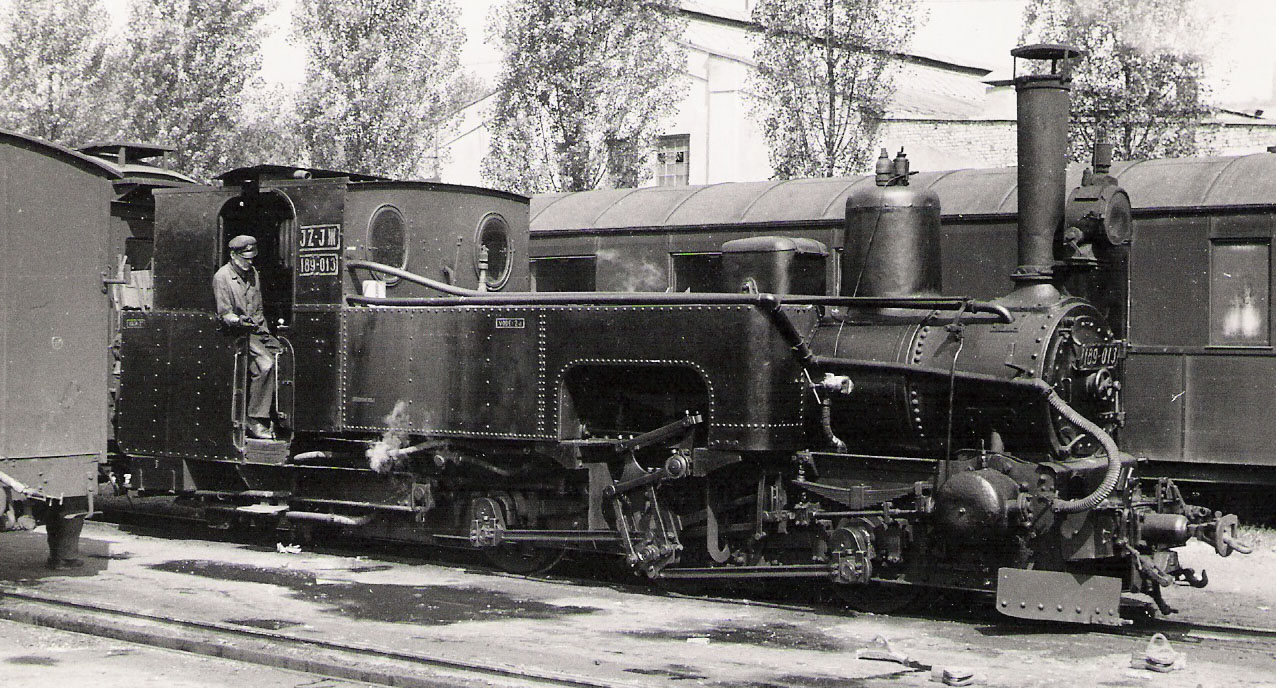
「Radialka」と呼ばれるクローゼエンジンを搭載した機関車がユーゴスラビアで普及した

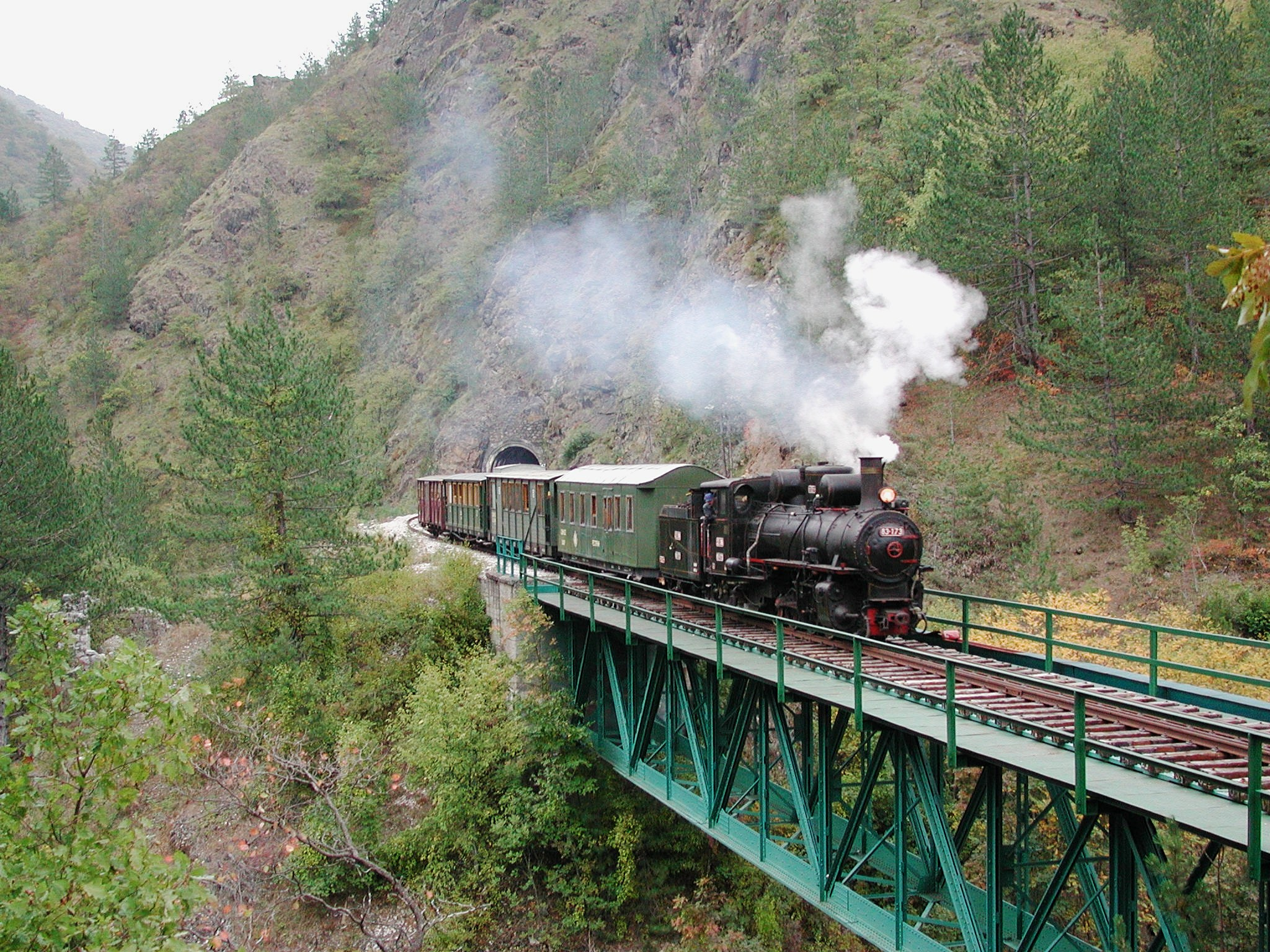
シャルガンスカオスミツァ

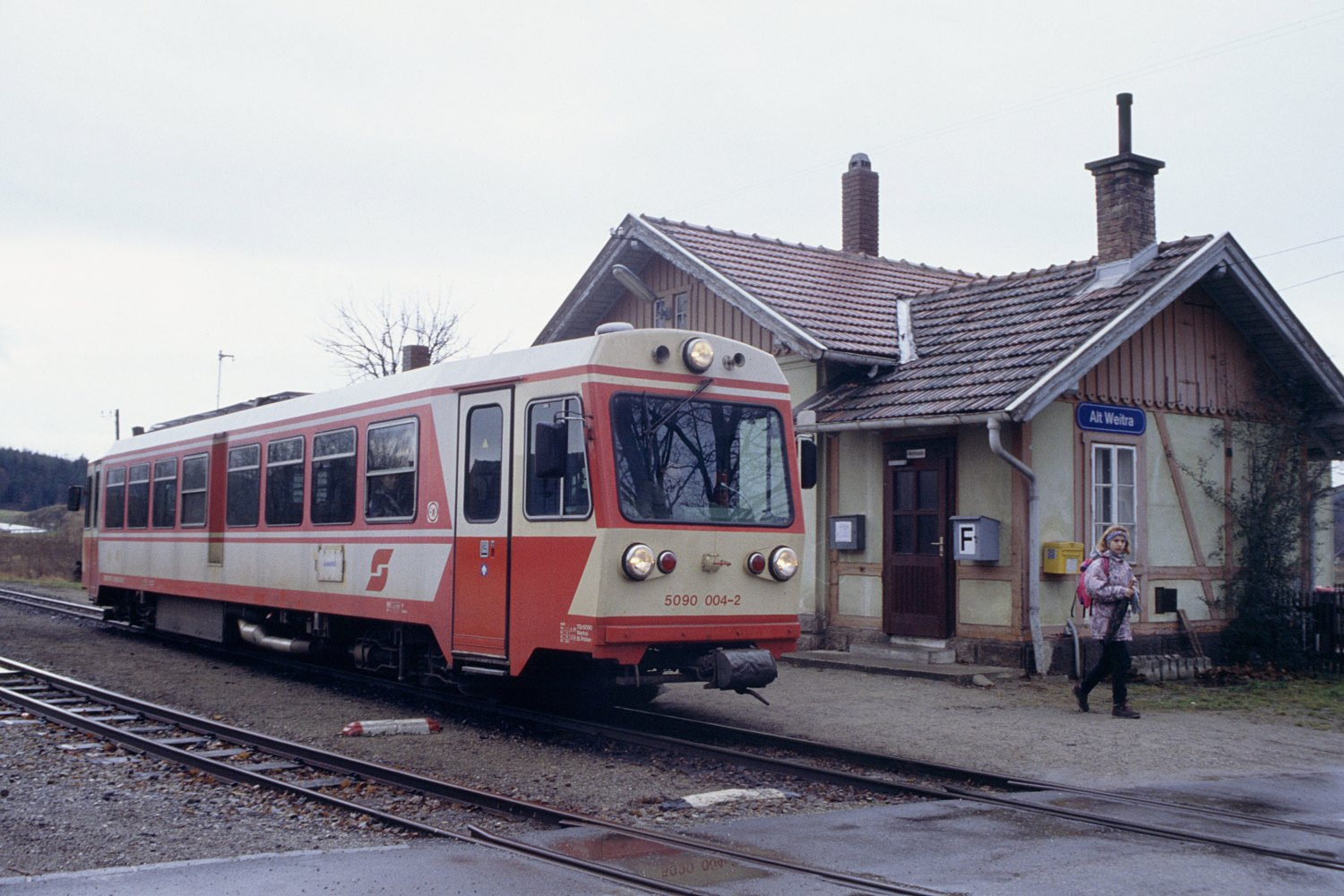
Alt Weitra（ニーダーエスターライヒ州）にあるWaldviertel狭軌鉄道の鉄道車両

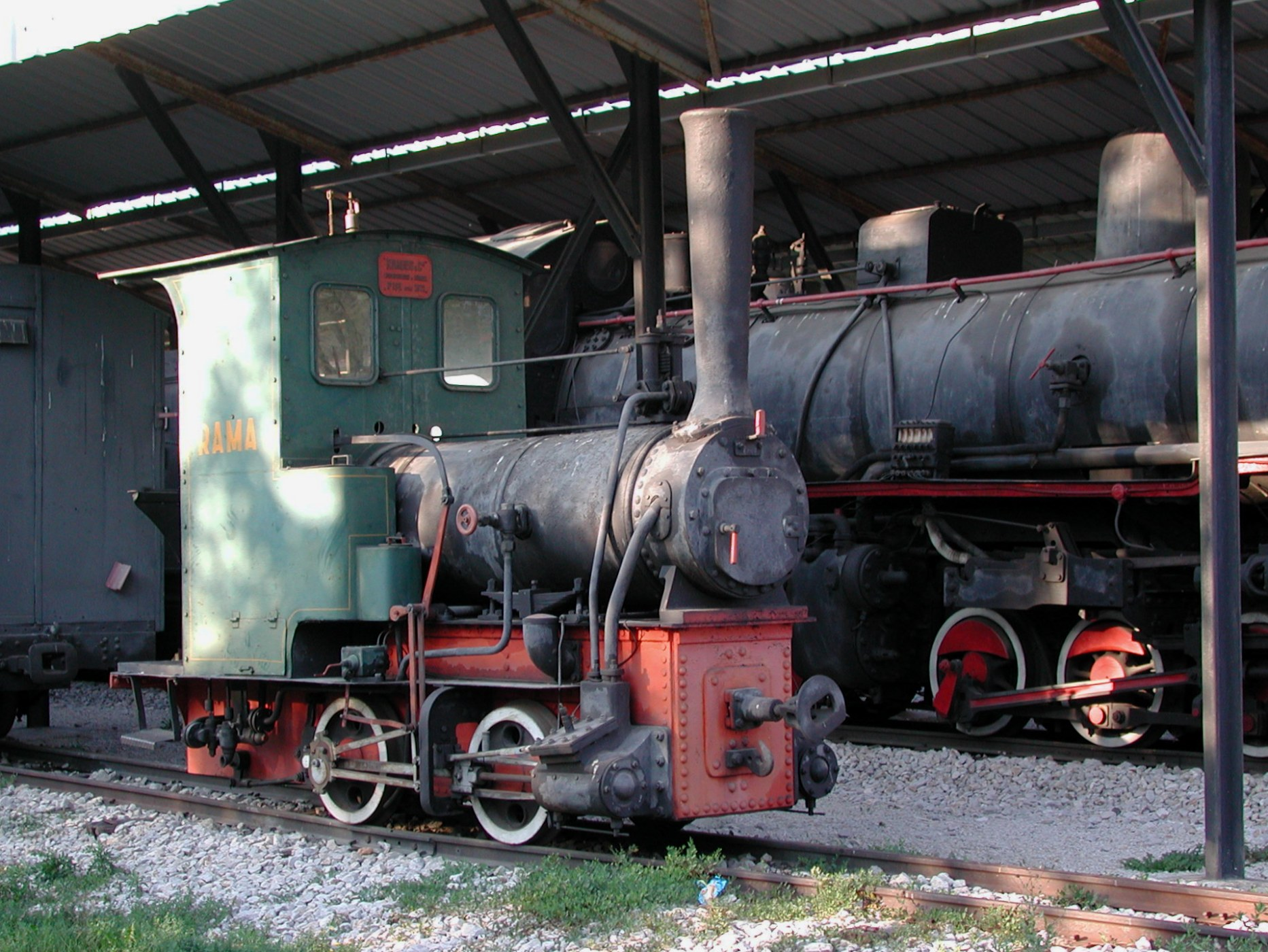
ポシェガ博物館にあるセルビアで最古の760 mm軌間の機関車「ラマ」

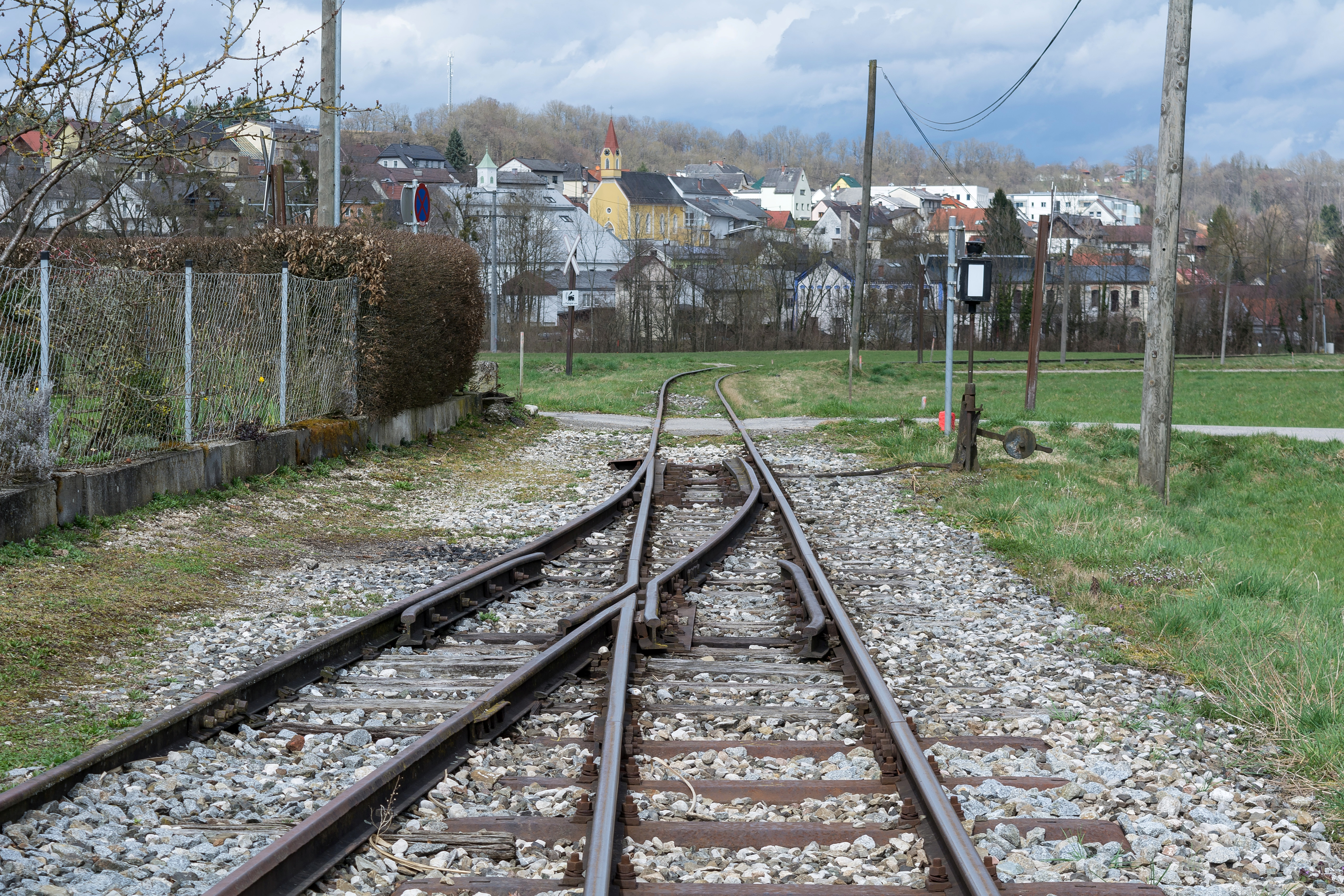
シュタイアーバレー鉄道は博物館の鉄道としてÖGEGによって運行されている

ボスニア軌間は、軌間が760mm(2フィート5+15⁄16インチ)の狭軌の1種である。
旧ユーゴスラビアの鉄道網の大部分は、オーストリア＝ハンガリー帝国時代に760mm軌間の鉄道として建設された。この軌間のほとんどの路線はボスニア・ヘルツェゴビナにあり、狭軌の列車は口語的に「Ćiro」と呼ばれていた。それらは19世紀末の数十年と20世紀初期の数十年に建設された。760mmの軌間は、今日でもボスニア軌間または「ボスナスプル」と呼ばれ、その後、オーストリア＝ハンガリー帝国全体に広がった。

## 歴史
この大規模な鉄道網の核は、ブロドからゼニツァまでのボスナ鉄道という軍用鉄道（Heeresfeldbahn）であった。これは、現在のルーマニアであるティミショアラからオルショヴァまでの線路の建設で使用した材料を使用して、ヒューゲル＆サガー社によって建設された。760mm軌間は、オーストリアの鉄道用語ではファラノン線路（Pharanonenspur）と呼ばれていた。それは、スエズ運河の建設に関わったアロイス・ネグレッリはファラオ時代からの狭い通路にスエズ運河を建設するための線路を敷設したが、その軌間は約760mm（30インチ）で許可されたためだと広く言われているが、その証拠はない。
サラエボまで拡張されたボスナ鉄道は、この地域で最初の近代的な交通手段であり、民間の公共輸送のニーズを満たすように迅速に適応および拡張された。この地域の最も重要なルートはボスニア東部鉄道とモスタル経由でサラエボからアドリア海沿岸までのナレンタ鉄道であり、ナレンタ鉄道には数か所のラックレール区間が存在した。
後に、狭軌鉄道の建設のため、オーストリア＝ハンガリー帝国全域に760mmの軌間が規定された。現在のオーストリアにあるマリアツェル線、ピンツガウ地方線、ザルツカンマーグート地方鉄道、ツィラータール鉄道、イプス谷線のような鉄道は、この軌間で建設された。オーストリアで最初の狭軌鉄道は、1889年に開業したシュタイヤータール鉄道であった。バルカン半島におけるオーストリア＝ハンガリー帝国の重要性は、ブルガリアやセルビアなどの近隣諸国によるボスニア軌間での鉄道建設につながった。
第一次世界大戦後のユーゴスラビアの建国後、ボスニアおよびセルビアへのルートは、シャルガン山脈を横断する新しいルートによって接続され、ボスニア・ヘルツェゴビナとセルビアの大部分、ならびにモンテネグロとダルマチアの沿岸国の一部を含む狭軌の鉄道網を形成した。急行列車がベオグラードからサラエボを経由してドゥブロヴニクまで狭軌の路線を走行した。この鉄道網には、多数の非公有森林鉄道および産業鉄道（例：シュタインベイスバーン）も加わった。
第二次世界大戦後、この狭軌の鉄道は徐々に標準軌（1435mm軌間）の鉄道に取って代わられるか、廃止された。サラエボからヴィシェグラードまでのボスニア東部鉄道を含む旅客輸送の最後の路線は、ボスニア鉄道で、1978年5月28日まで運行されていた。セルビアのルートのいくつかの区間は、貨物輸送のために数年間存続していた。ボスニアでは、短距離の産業鉄道であるバノビッチ石炭鉄道のみが保存されていた。セルビアのシャルガン山脈の区間は、1999年から2003年の間に保存鉄道として再建された。このシャルガンスカオスミツァ（ŠarganEight）と呼ばれるモクラ・ゴラからŠarganVitasiまでの列車は、西セルビアの大規模な観光プロジェクトの一部であり、2010年秋までボスニアのヴィシェグラードまで延長された。

## 現在の状況
ボスニア軌間の鉄道は、現在、特にオーストリア、ハンガリー、チェコ共和国、ブルガリアで定期運行されている。スロバキアにも数キロある。ルーマニアでは、Wassertalbahnは 50kmを超える森林鉄道として運営されている。スロベニア、クロアチア、セルビアでは、博物館の鉄道や産業会社の短い距離を除いてこの軌間の鉄道路線は廃止された。イタリアでは、すべての760mm軌間の鉄道は、遅くとも1960年代までに完全に廃止された。ポーランドとウクライナの路線（Borschawatalbahn）は廃止されているか、750mm軌間に改軌された。オーストリアの現存区域は、地元の事業会社の管理下でなかった路線については、2000年代にすべて連邦に引き渡され、現在、時刻表付きの近代的なローカル列車として運営されている。ツィラータール鉄道は 2022年までに水素燃料による運行に切り替えられ、ムア谷線は 2020年代に電気駆動方式に変換される予定である。

## 映像
- Schmalspurdampf in Bosniens Gebirge, Rio Grande Classic Video Nr. 2013, VGB VerlagsGruppeBahn, Fürstenfeldbruck 2012, ISBN 978-3-89580-782-4